# MumbleBumble
MumbleBumble è una serie televisiva animata canadese-danese destinata ai bambini più piccoli.
L'intento del cartone animato è educativo: puntata dopo puntata, Mumble Bumble e i suoi amici insegnano come sia possibile costruire semplici giocattoli usando materiali poveri, presenti in ogni casa, e divertirsi con poco.
In Italia è stata trasmessa da Rai 3 nel 1999, poi dalle reti locali e successivamente diffuso in DVD da Quinto Piano.
Una riedizione DVD della serie è stata portata dalla stessa casa editrice in collaborazione con Artech Video, in una promozione per conto di Pampers. In questa edizione, la serie è stata rinominata Esplora il mondo con MumbleBumble. La riedizione è composta di almeno 3 DVD.
La serie è stata anche trasmessa su Canale 21 dal 7 agosto 2023 al 10 giugno 2024 alle 8:45 (dal 2 ottobre alle 9:10, in alternanza con Arriva Paddington) ogni lunedì con un doppio episodio quotidiano.

## Trama
Il protagonista, che dà nome alla serie, è un ippopotamo blu che abita in un mulino a vento. Da una collina affacciata su un panorama verdeggiante, gioca con i suoi amici: il ranocchio CraCra, l'uccello Polly, il coccodrillo Roc e il maialino Oink.

## Personaggi e doppiatori
| Personaggi    | Doppiatori originali | Doppiatori italiani                            |
| ------------- | -------------------- | ---------------------------------------------- |
| MumbleBumble  | Mark Trafford        | Maurizio Mattioli (s. 1) Neri Marcorè (s. 2-3) |
| Voce narrante | Harry Standjofski    | Luigi La Monica                                |
| CraCra        | Bruce Dinsmore       | Oreste Baldini                                 |
| Polly         | Laura Teasdale       | Valeria Vidali                                 |